# David Zdrilić
David Zdrilić (Sydney, 13 april 1974) is een voormalig Australische voetballer van Kroatische afkomst. Hij speelde sinds 2005 als aanvaller bij Sydney FC. In 2010 beëindigde hij zijn actieve carrière, waarna hij het trainersvak instapte.

## Clubcarrière
Zdrilić speelde in eigen land van 1993 tot 1997 voor Sydney United. Vervolgens speelde hij in Europa voor verschillende kleinere clubs: FC Aarau (1997-1998), SSV Ulm 1846 (1998-2000), SpVgg Unterhaching (2000-2002), Walsall FC (2002-2003), Aberdeen FC (2003-2004) en Eintracht Trier (2004). In 2005 keerde Zdrilić terug naar Australië om met Sydney FC in de A-League te spelen.

## Interlandcarrière
Zdrilić speelde tussen 1997 en 2005 in totaal 31 interlands voor het Australisch nationaal elftal, waarin hij 21 doelpunten maakte. Van deze 21 scoorde de aanvaller er acht in een 31-0-overwinning op Amerikaans-Samoa op 21 april 2001. Zdrilić behoorde tot de Australische selectie voor de Confederations Cup 2001 en de Confederations Cup 2005.